# Список концертних турів Marilyn Manson
Marilyn Manson — американський рок-гурт. Нижче наведено їхні концертні тури, у тому числі проведені під назвою Marilyn Manson & The Spooky Kids.

## Тури
| Роки      | Назва                               | Додаткова інформація |
| --------- | ----------------------------------- | --- |
| 1989-1994 | Незалежні концертні тури            | Не є офіційним туром. До серпня 1992 року колектив виступав під назвою Marilyn Manson & The Spooky Kids. Більшість шоу відбулася у штаті Флорида. Відіграно 97 концертів. |
| 1994-1995 | Portrait of an American Family Tour | Турне на підтримку дебютного студійного альбому Portrait of an American Family, який вийшов 19 липня 1994. Відіграно 43 концерти. Окрім цього гурт часто виступала на розігріві у Nine Inch Nails (1994) та Danzig (1995). |
| 1995-1996 | Smells Like Children Tour           | Турне на підтримку міні-альбому Smells Like Children, який надійшов у продаж 24 жовтня 1995 року. Відіграно 102 концерти. |
| 1996-1997 | Dead to the World Tour              | Турне на підтримку другого студійного альбому Antichrist Superstar, який надійшов у продаж 8 жовтня 1996. Під час туру було записано матеріал, котрий пізніше вийшов як перший відеоальбом Dead to the World 10 лютого 1998 року. Відіграно 172 концерти, це робить турне найтривалішим в історії колективу.                                                                    |
| 1998-1999 | Mechanical Animals Tour             | Турне на підтримку третього студійного альбому Mechanical Animals, який вийшов 15 вересня 1998. Під час туру були записані відеоматеріали, котрі пізніше вийшли на відеоальбомі God Is in the T.V., виданому 2 листопада 1999, та аудіотреки, що потрапили на The Last Tour on Earth. Відіграно 46 концертів.                                                                   |
| 1999      | Beautiful Monsters Tour             | Спільний тур рок-гуртів Hole та Marilyn Manson Північною Америкою. Він стартував на підтримку третіх студійних альбомів колективів, Celebrity Skin та Mechanical Animals (обоє видані в 1998). Відіграно 9 концертів. |
| 1999      | Rock Is Dead Tour                   | Турне на підтримку третього студійного альбому Mechanical Animals, який вийшов 15 вересня 1998. Під час туру були записані відеоматеріали, котрі пізніше вийшли на відео-альбомі God Is in the T.V., виданому 2 листопада 1999, та аудіотреки, що потрапили на The Last Tour on Earth. Відіграно 43 концерти.                                                                   |
| 2000-2001 | Guns, God and Government Tour       | Турне на підтримку четвертого студійного альбому Holy Wood (In the Shadow of the Valley of Death), який надійшов у продаж 14 листопада 2000 р. Також під час туру було записано відеоматеріал, котрий вийшов під назвою Guns, God and Government. 29 жовтня 2002. Всього відіграно 107 концертів.                                                                               |
| 2003-2004 | Grotesk Burlesk Tour                | Турне на підтримку п'ятого студійного альбому The Golden Age of Grotesque, який надійшов у продаж 5 травня 2003. Всього відіграно 105 концертів. |
| 2004-2005 | Against All Gods Tour               | Турне на підтримку компіляції Lest We Forget: The Best Of. Назва «Against All Gods» (укр. «Проти всіх богів») є обігруванням виразу «against all odds» («на зло всьому»). Гастролі тривали з 27 жовтня 2004 по 31 серпня 2005. Обов'язки барабанщика виконував Кріс Вренна, оскільки Джинджер Фіш пошкодив голову під час Viva Comet Awards 2004. Всього відіграно 64 концерти. |
| 2007-2008 | Rape of the World Tour              | Турне на підтримку шостого студійного альбому Eat Me, Drink Me, який надійшов у продаж 5 червня 2007 р. Всього відіграно 122 концерти. |
| 2009      | The High End of Low Tour            | Турне на підтримку сьомого студійного альбому The High End of Low, який вийшов 20 травня 2009 р. Всього відіграно 108 концертів. |
| 2012      | Twins of Evil Tour                  | Спільний концертний тур американського виконавця Роба Зомбі та гурту Marilyn Manson. Він розпочався під час Hey Cruel World… Tour, турне Менсона на підтримку Born Villain. Перший виступ: 28 вересня 2012. Всього відіграно 36 концертів. |
| 2012      | Hey Cruel World... Tour             | Турне на підтримку восьмого студійного альбому Born Villain, що вийшов 25 квітня 2012 р. Перший виступ: 24 лютого 2012. |
| 2013      | Masters of Madness Tour             | Спільний літній концертний тур американського рок-виконавця Еліса Купера та гурту Marilyn Manson. Перший виступ: 1 червня 2013. |
| 2015      | The Hell Not Hallelujah Tour        | Турне на підтримку дев'ятого студійного альбому The Pale Emperor. Перший виступ: 21 січня 2015. |
| 2015      | The End Times Tour                  | Спільний літній концертний тур американських рок-гуртів Marilyn Manson і The Smashing Pumpkins. Перший виступ: 7 липня 2015. |